# Xylotrechus incurvatus
Xylotrechus incurvatus là một loài bọ cánh cứng trong họ Cerambycidae.